# Haréville
Haréville é uma comuna francesa na região administrativa do Grande Leste, no departamento de Vosges. Estende-se por uma área de 6.56 km². Em 2010 a comuna tinha 498 habitantes (densidade: 75,9 hab./km²).